# Aphanocrex podarces
Il rallo di Sant'Elena (Aphanocrex podarces Wetmore, 1963), unica specie del genere Aphanocrex Wetmore, 1963, era un uccello della famiglia dei Rallidi originario dell'isola omonima.

## Descrizione
Sant'Elena è un'impervia isola vulcanica che emerge improvvisamente dalle acque dell'oceano, con scogliere a picco sul mare e profonde vallate all'interno. Quando venne scoperta, nel 1502, i suoi altopiani erano ricoperti da fitte foreste, mentre nelle pianure si trovavano foreste più aperte e praterie, ma la distruzione sistematica dell'habitat iniziò poco dopo l'arrivo dei primi visitatori umani. Ciò ha portato alla perdita di quasi tutte le foreste, e oggi gran parte dell'isola è ricoperta da terreni spogli e aridi. La deforestazione effettuata per mezzo di incendi, la distruzione delle zone erbose a opera delle capre, e la predazione da parte di maiali, ratti, gatti e topi sono stati i responsabili della scomparsa di quasi tutti gli uccelli originari dell'isola. L'unica specie endemica sopravvissuta è il corriere Charadrius sanctaehelenae, che ai giorni nostri ha tratto beneficio dalla rimozione delle foreste, malgrado rimanga una specie a rischio. In passato l'isola costituiva un importante sito di nidificazione per migliaia di uccelli marini, ormai quasi tutti scomparsi. Il rallo di Sant'Elena era uno dei più grandi Rallidi del mondo e le sue dimensioni erano paragonabili a quelle del weka della Nuova Zelanda (Gallirallus australis), dalla costituzione solo di poco più leggera. Era strettamente imparentato con il rallo dell'isola Inaccessibile (Atlantisia rogersi), un piccolo rallo nero e incapace di volare che sopravvive tuttora sull'omonima isola dell'arcipelago di Tristan da Cunha.

## Distribuzione e habitat
Il rallo di Sant'Elena condivideva l'areale con la più piccola schiribilla di Sant'Elena (Porzana astrictocarpus). Gli studiosi Philip e Myrtle Ashmole hanno suggerito che delle tre isole atlantiche popolate in passato da Rallidi (Tristan da Cunha, Ascensione e Sant'Elena), Sant'Elena è la più grande e ospita una maggiore diversità ecologica, sì da aver permesso a due distinte specie di Rallidi di coesistere.

## Biologia
Malgrado fosse stato incapace di volare, il rallo di Sant'Elena aveva ali e artigli relativamente lunghi, che Olson ritiene siano stati adattamenti sviluppati per arrampicarsi e svolazzare lungo gli impervi pendii che cingono le vallate di Sant'Elena. Probabilmente andava in cerca di cibo tra le abbondanti colonie di uccelli marini che un tempo si trovavano sull'isola, nutrendosi di uova e nidiacei, ma forse avrebbe potuto anche andare a caccia delle numerose chiocciole e degli altri invertebrati dell'isola.

## Estinzione
Il rallo di Sant'Elena, incapace di alzarsi in volo e probabilmente facile da catturare, probabilmente scomparve entro pochi decenni dall'arrivo dell'uomo sull'isola. Inoltre, le sue uova e i nidiacei potrebbero essere stati vulnerabili agli attacchi dei mammiferi predatori introdotti.